# Тростянка (Березинський район)
Тростянка (біл. вёска Трастянка) — село в складі Березинського району Мінської області, Білорусь. Село підпорядковане Березинській сільській раді, розташоване в східній частині області.